# Acacia restiacea
Acacia restiacea é uma espécie de leguminosa do gênero Acacia, pertencente à família Fabaceae.